# Der Barbier von Bagdad
Der Barbier von Bagdad ist eine Oper in zwei Akten von Peter Cornelius. Er selbst verfasste auch das Libretto. Zugrunde liegt Die Geschichte des Schneiders: Der hinkende junge Mann aus Bagdad und der Friseur aus Tausendundeine Nacht. Die Uraufführung fand am 15. Dezember 1858 am Hoftheater in Weimar statt. Am Pult stand Franz Liszt, dem Peter Cornelius das Werk zugeeignet hatte.

## Orchester
Zwei Flöten, eine kleine Flöte, zwei Oboen, zwei Klarinetten, zwei Fagotte, vier Hörner, zwei Trompeten, drei Posaunen, eine Harfe, Pauken, Schlagzeug und Streicher

## Handlung

### Erster Akt
Bild: Zimmer bei Nureddin
Der junge Nureddin ist unsterblich in Margiana, die schöne Tochter des Kadi, verliebt. Nur befürchtet er, dass ihm dieser eine Absage erteilen würde, falls er bei ihm um die Hand Margianas anhielte. Seine Züge hellen sich erst wieder auf, als ihn Bostana, eine Vertraute seiner Geliebten, besucht und ihn bittet, er möge doch zur Mittagszeit in Kadi Mustaphas Haus kommen; dann sei der Kadi in der Moschee und er könne ungestört mit Margiana plaudern. Nureddin fühlt sich wie im siebten Himmel. Beim Verlassen des Hauses kündigt Bostana noch an, sie werde ihren alten Bekannten, den Barbier Abul Hassan Ali Ebn Bekar, vorbeischicken, damit er Nureddins Bart in eine schönere Form bringe.
Bald darauf steht der Barbier in der Tür. Doch anstatt gleich mit der Arbeit zu beginnen, lobt er sich erst einmal selbst und haut dabei kräftig auf den Putz. Er gibt sich als Akademiker, Doktor und Chemiker aus. Nureddin geht der dicke Alte gewaltig auf die Nerven. Als er ihm zu erkennen gibt, weshalb er seine Hilfe brauche, beschwatzt ihn Abul Hassan Ali Ebn Bekar, er möge heute am besten das Haus nicht verlassen; die Sterne stünden ungünstig. Aber wenn es unbedingt sein müsse, dann werde er ihn zu seinem Schutze begleiten. Nun erweist sich Nureddin als der Schlauere. Er befiehlt seinen Dienern, den Barbier in sein Bett zu legen, weil er hohes Fieber habe. Während die Dienerschaft den Barbier überwältigt, verlässt der Verliebte das Haus.

### Zweiter Akt
Bild: Frauengemach des Kadi
Margiana ist fröhlich gestimmt und wartet sehnsuchtsvoll auf Nureddin. Selbst ihr Vater fällt in ihre freudigen Gesänge ein, allerdings aus einem anderen Grund. Er glaubt nämlich, seine Tochter erwarte Selim, seinen jugendlichen Freund. Erst kürzlich sandte dieser Margiana eine Truhe voller Brautgeschenke. Kadi Mustapha sähe es liebend gerne, wenn aus den beiden bald ein Paar würde. Möge Allah ihm diesen Wunsch erfüllen! Doch nun hört Mustapha vom Minarett den Muezzin zum Gebet rufen, und flugs macht er sich auf zur Moschee.
Nureddin hat nur darauf gewartet, dass der Kadi das Haus verlässt. Jetzt kann er es ungestört betreten. Die jungen Liebenden fallen sich gleich in die Arme und tauschen Zärtlichkeiten aus. Plötzlich erklingt vor dem Fenster die Stimme des alten Barbiers. Er konnte sich befreien und ist seinem vermeintlichen Schützling nachgefolgt. Mit Wonne belauscht er das Liebespaar. Einstweilen legt sich Bostana auf die Lauer, um Margiana warnen zu können, falls ihr Vater vorzeitig heimkehren sollte. Und gerade dieser Umstand trifft ein! Man hört, wie der Kadi im Flur einen Sklaven züchtigt, der eine wertvolle Vase fallen ließ.
Der Barbier steht noch immer vor dem Fenster. Er vernimmt die Schmerzensrufe des Sklaven und glaubt, sein Schützling Nureddin stoße sie aus. Weil er ihn in höchster Gefahr wähnt, schlägt er Lärm und stürzt in Margianas Zimmer. Nureddin weiß sich nicht mehr zu helfen und versteckt sich in der inzwischen geleerten Truhe. Der Barbier glaubt, sein Schützling sei ermordet worden. Schnell lässt er dessen Dienerschaft rufen und befiehlt ihr, die Truhe mit der Leiche abzutransportieren. Jetzt kommt auch der Kadi hinzu und hält den Barbier für einen Räuber, der die Truhe stehlen will. Zwischen den beiden Alten entspinnt sich ein Streit, bei dem sie sich gegenseitig des Mordes bzw. Diebstahls bezichtigen. Schließlich behauptet der Kadi, die Truhe gehöre seiner Tochter und darin befinde sich ihr Schatz. Plötzlich taucht auch noch der Kalif von Bagdad höchstpersönlich auf und will den Streit schlichten. Zuerst befiehlt er, die Truhe zu öffnen. Der Kadi wird totenbleich, als er den jungen Mann darin erblickt. Dieser scheint ohnmächtig zu sein. Ganz allmählich jedoch kehren die Lebensgeister in ihm zurück. Da befiehlt der Kalif dem Kadi, es werde nun Zeit, dass er seine Tochter mit dem Wiederbelebten vereine. Widerwillig gibt Baba Mustapha den beiden Liebenden seinen Segen. Der Kalif hat an dem sonderbaren Kauz namens Abul Hassan Ali Ebn Bakar Gefallen gefunden und gewährt ihm einen Posten in seinem Palast. Am Ende stimmen alle in den Schlussgesang des Barbiers ein: Salamaleikum!

## Aufführungsgeschichte
Cornelius hatte den Barbier von Bagdad als einaktige Komödie geplant, aber auf Ratschlag von Franz Liszt auf zwei Akte erweitert. Die zweite Ouvertüre wurde später von Liszt für Orchester arrangiert. Wie nur wenige komische Opern dieser Zeit ist der Barbier durchkomponiert.
Bei der Uraufführung am 15. Dezember 1858 in Weimar stand Cornelius’ Freund und Mentor Franz Liszt am Pult. Auch die Besetzung war, nicht zuletzt mit der erfolgreichen Wagner-Interpretin Rosa von Milde als Margiana und ihrem Mann Hans Feodor als Kalif, erstklassig. Die Vorstellung wurde jedoch gleich zu Beginn von Gegnern Liszts bzw. der Neudeutschen Schule, zu denen auch der damalige Intendant Franz von Dingelstedt gehörte, ausgezischt. Nach diesem Eklat legte Liszt seine Posten als Operndirektor und Hofkapellmeister nieder und die Oper wurde abgesetzt. Cornelius nahm den Misserfolg zum Anlass, Weimar zu verlassen. Der Barbier wurde zu seinen Lebzeiten nicht erneut zur Aufführung gebracht. An seine Schwester Susanne schrieb er nach der Premiere:

„Mein Werk wurde vor vollem Hause gegeben. Eine in den Annalen Weimars noch nicht erlebte Opposition stellte sich mit hartnäckigem Zischen gleich von Anfang dem Applaus gegenüber, sie war eine bestellte, wohlorganisierte, zweckmäßig verteilte. Sie hemmte den Humor der Künstler, konnte aber auf die Trefflichkeit der Ausführung keinen schädlichen Einfluss üben. – Am Schluss erhob sich ein Kampf von 10 Minuten. Der Großherzog hatte anhaltend applaudiert, die Zischer fahren nichtsdestoweniger fort. – Zuletzt applaudiert Liszt und das ganze Orchester. Frau von Milde riss mich hinaus auf die Bühne. […] Hoffmann von Fallersleben nennt mein Libretto das Schönste, das er noch gesehen habe, er hat mir schöne innige Verse gewidmet und Frau von Milde in einem wunderschönen Ghasel in der Rolle der Margiana besungen.“

Jahre nach Cornelius’ Tod brachte der Wagnerianer Felix Mottl eine auf einen Aufzug gekürzte Bearbeitung der Partitur nach spätromantischem Ideal heraus. Die von ihm geleitete Aufführung im Hoftheater Karlsruhe am 1. Februar 1884 wurde gut aufgenommen.

## Besetzung der Uraufführung
| Rolle                              | Stimmlage   | Uraufführung, 15. Dezember 1858 (Dirigent: Franz Liszt) |
| ---------------------------------- | ----------- | ------------------------------------------------------- |
| Abul Hassan Ali Ebn Bekar, Barbier | Bass        | Carl Roth                                               |
| Nureddin                           | Tenor       | Friedrich Caspari                                       |
| Baba Mustapha, Kadi                | Tenor       | Karl Knopp                                              |
| Margiana                           | Sopran      | Rosa von Milde                                          |
| Bostana                            | Mezzosopran | Frl. Wolf                                               |
| Der Kalif                          | Bariton     | Hans Feodor von Milde                                   |